# Kraftfahrzeugwerk „Ernst Grube“ Werdau
Der VEB Kraftfahrzeugwerk „Ernst Grube“ Werdau war ein Volkseigener Betrieb in der sächsischen Stadt Werdau. Er gehörte zum IFA-Kombinat Anhänger und war nach dem Widerstandskämpfer Ernst Grube benannt.
Weitere Betriebsteile gab es zur Zeit der DDR in Reichenbach (Karosseriewerk Reichenbach), Markkleeberg sowie in Olbernhau (Fahrzeugwerke Olbernhau).

## Unternehmensgeschichte

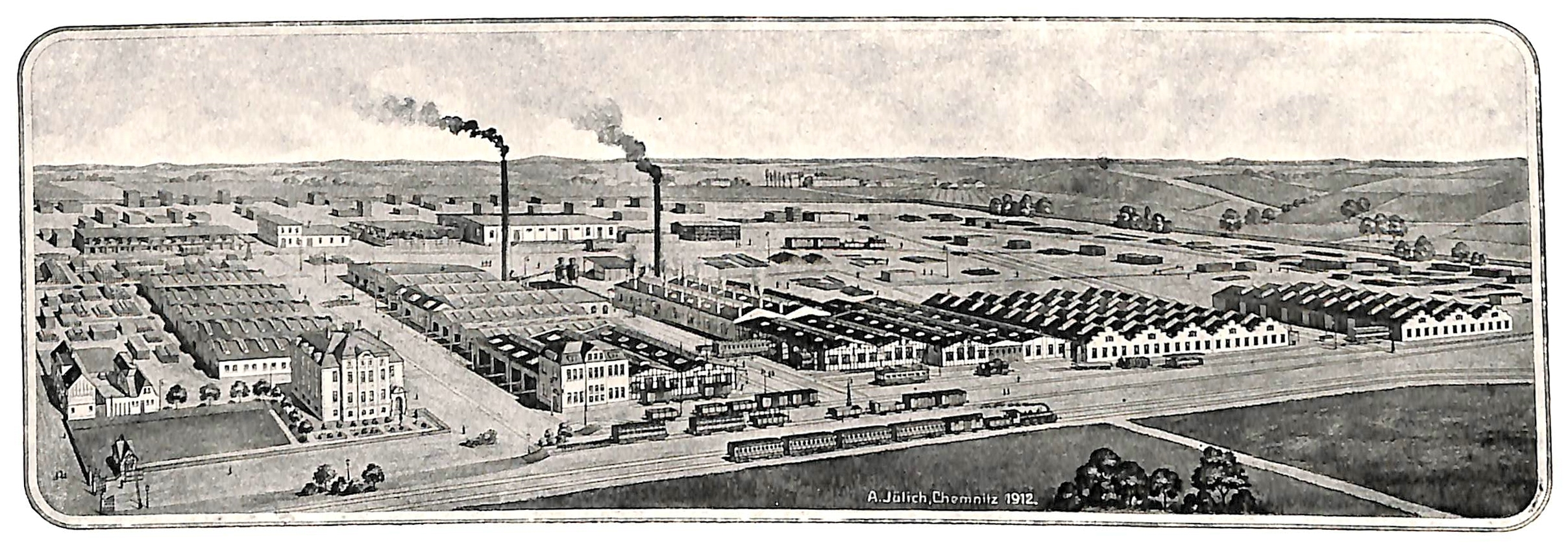
Ansicht der Sächsischen Waggonbaufabrik Werdau (1912)

### Ursprünge
Eine ursprüngliche Gründung des Betriebs ist auf das Jahr 1898 zurückzuführen. Bis 1907 lautete die Firmenbezeichnung Sächsische Waggonfabrik Werdau GmbH, danach erfolgte die Umwandlung in eine Aktiengesellschaft (Sächsische Waggonfabrik Werdau AG). 1928 bis 1931 war der Betrieb Teil des Linke-Hofmann-Busch-Konzerns. Nach kurzzeitiger Stilllegung folgte 1932 eine Fortführung als Fahrzeugbau Schumann GmbH.

### Nachkriegszeit

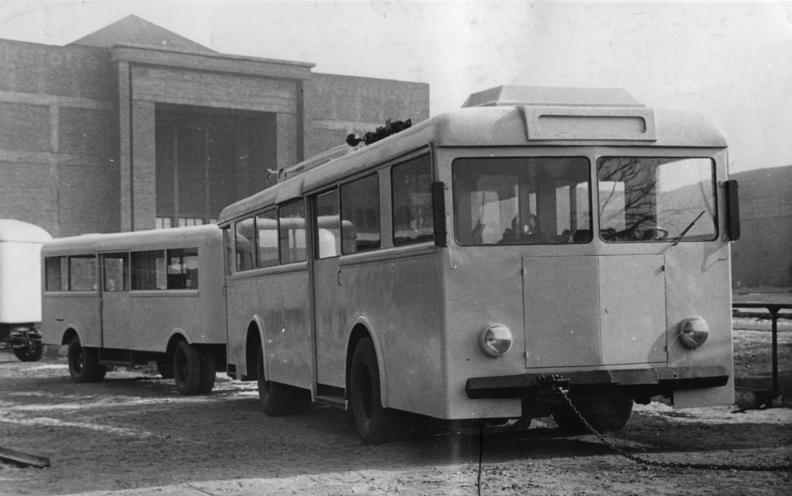
Ein Obus-Zug aus Werdau auf der Leipziger Frühjahrsmesse 1949

Im November 1945 erging ein Enteignungsbefehl der SMAD über den Rüstungsbetrieb. Zunächst wurde er der sächsischen Landesverwaltung in Treuhandverwaltung überantwortet. Im August 1946 erfolgte die Übertragung an die SAG Transportmittelbau der Sowjetischen Aktiengesellschaft für Transport-Maschinenbau als Waggonfabrik Schumann-Werke. Im März 1947 erfolgte die Rückübertragung an die sächsische Landesregierung, ehe schließlich im Juli 1948 die Überführung in Volkseigentum erfolgte. Im November 1948 kam es zur Angliederung an die LOWA als LOWA Waggonbau Werdau VEB. Im Juli 1952 wurde das Werk aus der LOWA ausgegliedert und erhielt den Namen VEB IFA Kraftfahrzeugwerk Werdau "Ernst Grube", in Gedenken an den NS-Widerstandskämpfer Ernst Grube. Damit war der formale Zuordnungsprozess des Betriebs im Sozialismus abgeschlossen. Die Bezeichnung wurde 1954 noch einmal geringfügig geändert in VEB Kraftfahrzeugwerk "Ernst Grube" Werdau.
Anfangs wurden Reparaturen und Reparationsaufträge der roten Armee ausgeführt sowie einfache Gebrauchsgüter hergestellt. Wenig später erfolgte aus Restbeständen der Kriegsproduktion die Herstellung von Lastanhängern, Aufbauten und Sattelaufliegern. Es folgten Straßenbahnen, Röntgenzüge und anderes mehr. Auch Güter- und Personenwaggons wurden wieder produziert. 1951 wurde die Produktion von Omnibussen wiederaufgenommen, es folgten Omnibusanhänger und Oberleitungsbusse.

### Entwicklung ab 1952

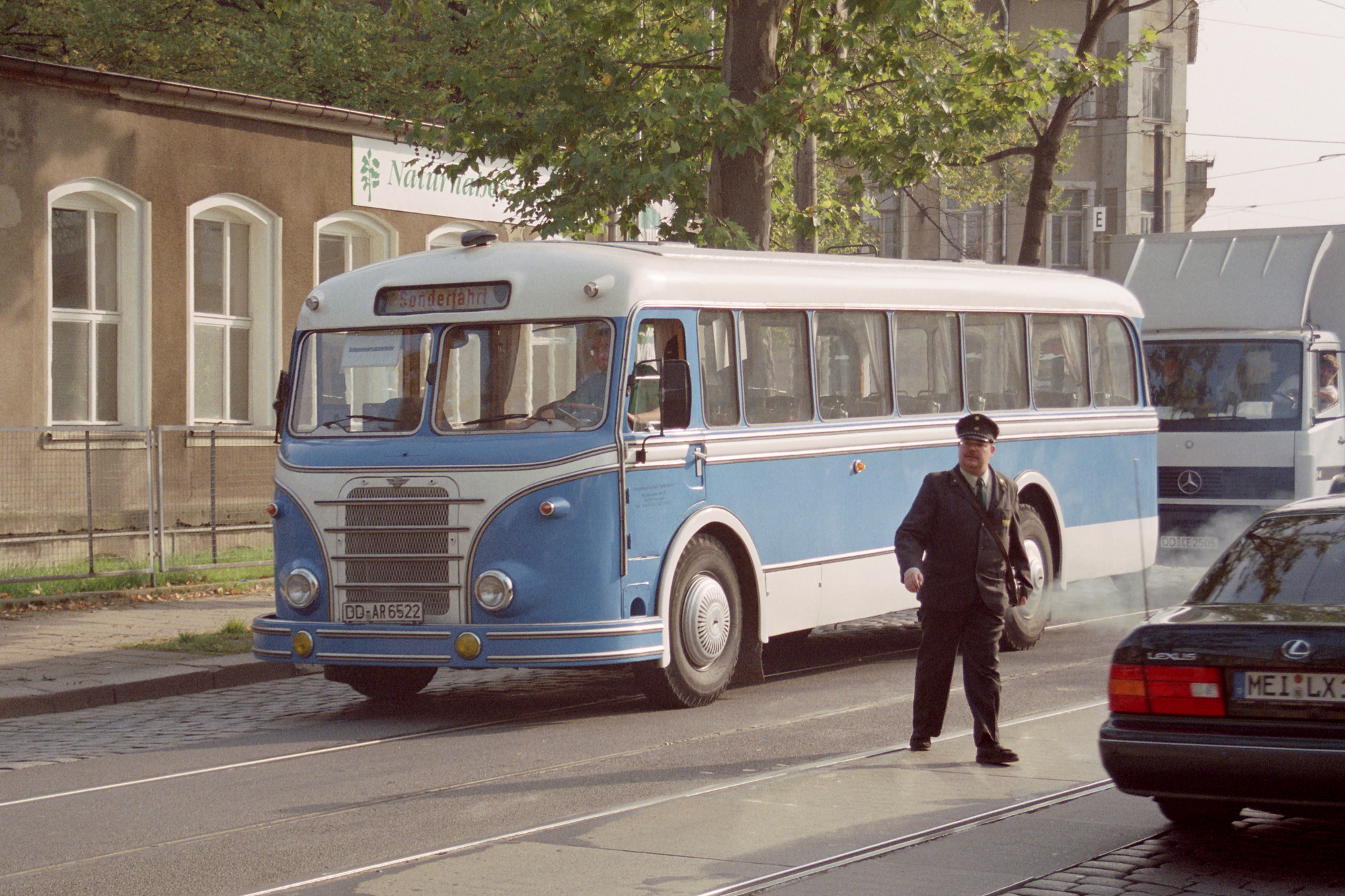
Bus H6B aus Werdau

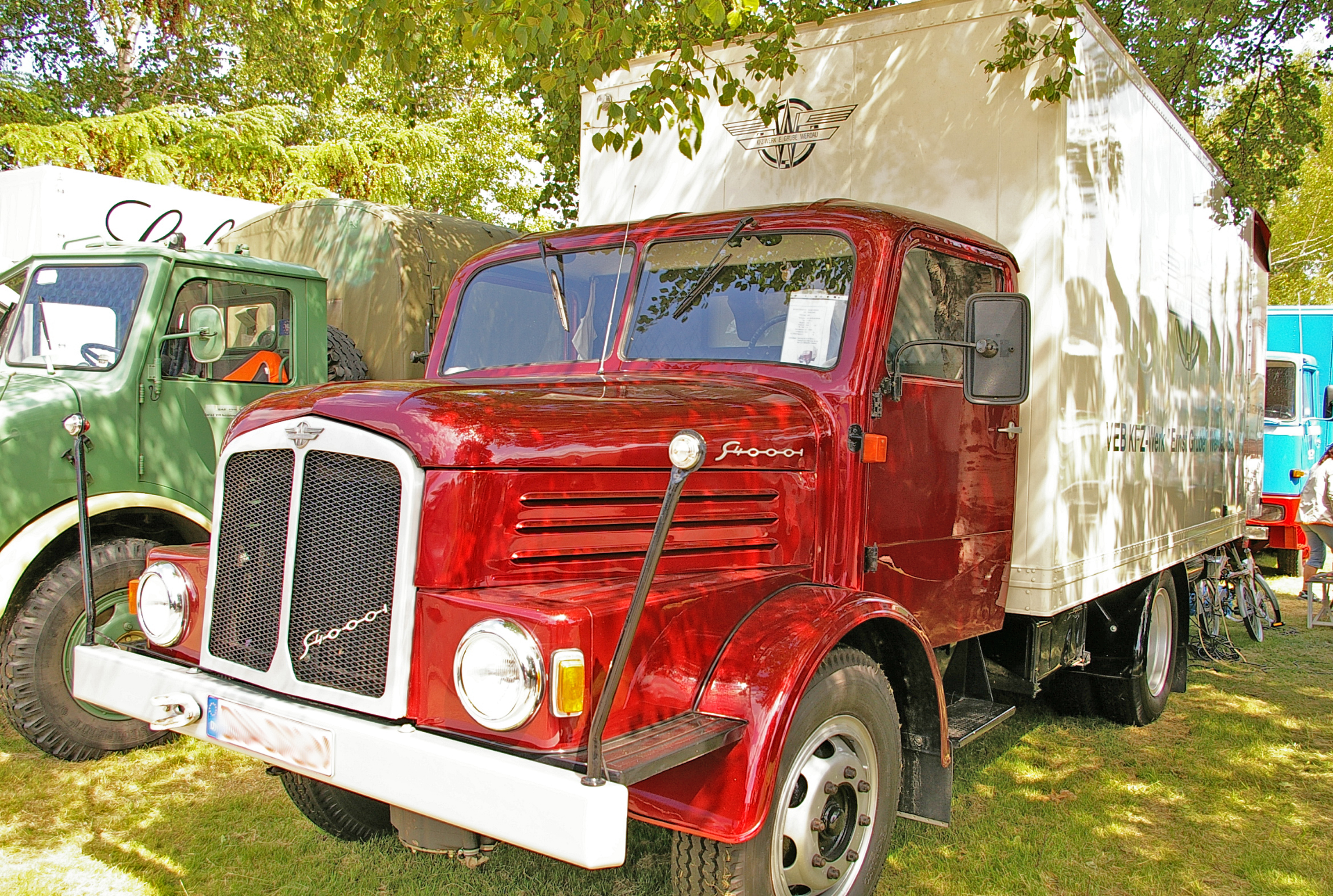
LKW S4000-1 mit Kofferaufbau

1952 begann mit der Produktion von Lkw, beginnend mit dem H6 und G5, ein neues Kapitel im Werdauer Fahrzeugbau. Hinzu kam auch der Omnibus H6B. Der Waggonbau hingegen wurde beendet. Ab 1959 wurde die Produktion des Lkw S4000-1 aus Zwickau übernommen. Da die Produktionskapazitäten jedoch nicht erweitert werden konnten, musste zeitgleich die Fertigung des größeren und sehr gefragten H6 und des H6B beendet werden. 1962 begann die Entwicklung des späteren W50 in Werdau. Um die Mangelsituation wenigstens bei den für die Land- und Bauwirtschaft unentbehrlichen leichteren Lkw zu durchbrechen, wurde für diesen Typ ein komplett neues Werk in Ludwigsfelde errichtet, wo die Produktion dann 1965 einsetzte. Das W im Namen behielt der Lkw bei, obwohl er – von Prototypen und einer Nullserie abgesehen – nie in Werdau gebaut wurde. Mit Auslaufen der Produktion des S4000-1 im Jahr 1967 endete das Kapitel der Lkw-Fertigung in Werdau.
Der Betrieb wurde 1967 auf den Anhänger- und Spezialfahrzeugbau umprofiliert. Starke Verbreitung fanden der Zweiseiten-Kippanhänger HW 80, der Sattelauflieger HLS 90 sowie der Sattelauflieger HLS 200, der für den Containertransport mit Zugmaschinen von MAZ, Raba, Jelcz und Škoda optimiert war. Im Zweigwerk VEB Fahrzeugwerk Olbernhau wurden ab 1964 Wohnzeltanhänger hergestellt, die als Klappfix bekannt wurden.
1969 erfolgte die Zuordnung des Werks zum neu gegründeten IFA Kombinat Anhänger als dessen Stammbetrieb. 1983 wurde das Werk in das IFA-Kombinat Nutzkraftwagen, Ludwigsfelde eingegliedert. Bereits ein Jahr später gab es eine erneute Änderung der Zuordnung, nunmehr zum IFA-Kombinat Personenkraftwagen Karl-Marx-Stadt, einher gingen damit Verbindlichkeiten als Zulieferer von Baugruppen für den Trabant.
Vom landwirtschaftlichen Anhänger "HW 80.11" waren 2022 noch 3300 Stück in der Bundesrepublik zugelassen.

### Entwicklung ab 1990
Dem Privatisierungsprogramm der Treuhandanstalt folgend, wurde der Betrieb zum 10. Juli 1990 in die Fahrzeugwerk Werdau GmbH umgewandelt – eine hundertprozentige Tochter der IFA Pkw AG, deren Gesellschafter die Treuhandanstalt war. Die Produktion wurde in dem Zusammenhang weitestgehend gestoppt, auch die Herstellung der Wohnzeltanhänger in Olbernhau (zuletzt als Fahrzeugbau Olbernhau GmbH) wurde gestoppt. 1991 wurde das Gelände der Karosseriefertigung von der Kögel Fahrzeugwerke AG Ulm übernommen, die zu diesem Zeitpunkt Marktführer für Nutzfahrzeugaufbauten in Deutschland war. Im weitgehend aufgelösten Bereich der Forschung und Entwicklung des ehemaligen Betriebs fanden sich einige Konstrukteure, die die Nutzfahrzeugaufbau- und Service GmbH gründeten und verschiedene Entwicklungsarbeiten in diesem Bereich fortsetzten.
In einem Teilbereich des Werkes, der nicht von Kögel benötigt wurde, montierten 24 Mitarbeiter von 1993 bis 1995 die Geländewagen Mahindra CJ 340 und Mahindra CJ 540 aus Teilesätzen. In diesem Zeitraum wurden rund 800 Mahindra produziert.
Bis zur Insolvenz von Kögel im Jahr 2004 lief das Unternehmen unter dem Namen Kögel Werdau GmbH & Co. Fahrzeugwerk weiter. Im Insolvenzprozess wurde der Standort Werdau im Rahmen eines Management-buy-outs aus der Konkursmasse herausgelöst und firmiert seitdem unter dem Namen SAXAS Nutzfahrzeuge Werdau AG. Die Tradition der Herstellung von Nutzfahrzeugaufbauten in Werdau setzt sich auf diese Weise bis heute fort.

## Trivia
Trotz des Namens befand sich das Werk nicht auf Werdauer Gebiet, sondern in der Gemeinde Leubnitz, welche erst 1999 nach Werdau eingemeindet wurde.